# Euschmidtia phippsi
Euschmidtia phippsi är en insektsart som beskrevs av Marius Descamps 1964. Euschmidtia phippsi ingår i släktet Euschmidtia och familjen Euschmidtiidae. Inga underarter finns listade i Catalogue of Life.